# Rocca Priora
Rocca Priora ist eine italienische Gemeinde in der Metropolitanstadt Rom in der Region Latium mit 12.023 Einwohnern (Stand 31. Dezember 2023). Sie liegt 29 km südöstlich von Rom.

## Geographie
Rocca Priora liegt am Rande der Albaner Berge und gehört zu den Gemeinden der Castelli Romani.
Es ist Sitz der Comunità Montana dei Castelli Romani e Prenestini.

## Geschichte
Der mittelalterliche Ort Rocca Priora war nacheinander im Besitz der Familien Annibaldi und Savelli, bis diese ihn im Jahre 1596 wegen ihrer Schulden an die Camera Apostolica verkauften. Seitdem gehörte er zum Kirchenstaat und seit 1870 zum italienischen Nationalstaat.

## Bevölkerungsentwicklung
| Jahr      | 1881  | 1901  | 1921  | 1936  | 1951  | 1971  | 1991  | 2001   |
| --------- | ----- | ----- | ----- | ----- | ----- | ----- | ----- | ------ |
| Einwohner | 2.057 | 2.458 | 3.018 | 3.222 | 3.516 | 4.414 | 8.456 | 10.002 |

Quelle: ISTAT

## Politik
Am 26. Mai 2019 wurde Anna Gentili (Lista Civica: Siamo Rocca Priora) zur Bürgermeisterin gewählt.

## Sehenswürdigkeiten
- An der Piazza Umberto I stehen Burg und Pfarrkirche nebeneinander. Das jetzt als Rathaus dienende Castello Savelli ist eine freie Erfindung des Architekten Virginio Vespignani von 1880 auf der Ruine der ehemaligen Burg der Familie Savelli mit Rechtecktürmen und einer zweiläufigen Treppe zum Eingangsportal hin.
- Die Pfarrkirche Santa Maria Assunta ist mit ihrer Fassade und dem dreischiffigen Innenraum von der Architektur der Zeit nach dem Zweiten Weltkrieg bestimmt.

## Städtepartnerschaften
Rocca Priora unterhält Partnerschaften zu
- Sohland an der Spree in Deutschland

## Sohn der Gemeinde
- Scipio Tofini (1836–1921), Generalvikar der Pallottiner